# Cattedrale dell'Annunciazione (Kazan')
La cattedrale dell'Annunciazione (in russo Благовещенский собор?, Blagoveščenskij sobor; in tataro Ару хәбәр чиркәве, Aru xäbär çirkäve), ufficialmente cattedrale dell'Annunciazione della Beata Vergine Maria (in russo собор Благовещения Пресвятой Богородицы?, sobor Blagoveščenija Presvjatoj Bogorodicy), è una delle cattedrali della città di Kazan', in Russia. Dal 1552 al 1918 è stata la chiesa principale dell'eparchia di Kazan', attualmente sostituita in questo ruolo dalla cattedrale di San Nicola. Per secoli ha ospitato le cerimonie ortodosse più solenni della città, tra cui l'ordinazione dei nuovi sacerdoti e dei nuovi vescovi.
È sita all'interno del Cremlino di Kazan', di cui rappresenta uno dei monumenti più antichi. La cattedrale è l'edificio più ad est della cosiddetta "scuola architettonica di Pskov". A progettarla furono gli stessi architetti della cattedrale di San Basilio di Mosca, Ivan Barma e Postnik Jakovlev. Numerosi particolari stilistici dell'edificio sono ispirati a chiese moscovite, in particolare alla Cattedrale della Dormizione.

## Storia e descrizione
A seguito dell'assedio di Kazan' dell'ottobre 1552, fu costruita una chiesa in legno consacrata alla ricorrenza dell'Annunciazione. Tre anni più tardi fu istituita l'eparchia di Kazan', a cui capo fu posto l'egumeno Gurij Rugotin. Divenne presto chiaro che la piccola chiesa in legno, costruita nel 1552, non era adeguata alle esigenze di un'eparchia che copriva un vasto territorio. Furono quindi avviati dei lavori per abbattere l'edificio e costruire al suo posto una nuova cattedrale in pietra. Nel 1561, lo zar Ivan il Terribile inviò a Kazan' una squadra di muratori di Pskov e gli architetti della cattedrale di San Basilio di Mosca, Ivan Barma e Postnik Jakovlev. Ad essi fu dato il compito di costruire le mura del cremlino della città e di riprogettare la cattedrale, il cui cantiere procedeva a rilento. L'edificio fu realizzato in pietra calcarea proveniente da una cava nei pressi del Volga. Il 15 agosto 1562 si svolse il rito di consacrazione del tempio, alla presenza dell'arcivescovo Gurij. Alla fine del XVI secolo, furono costruite le due cappelle dedicate ai santi Pietro e Fevronia e Boris e Gleb.

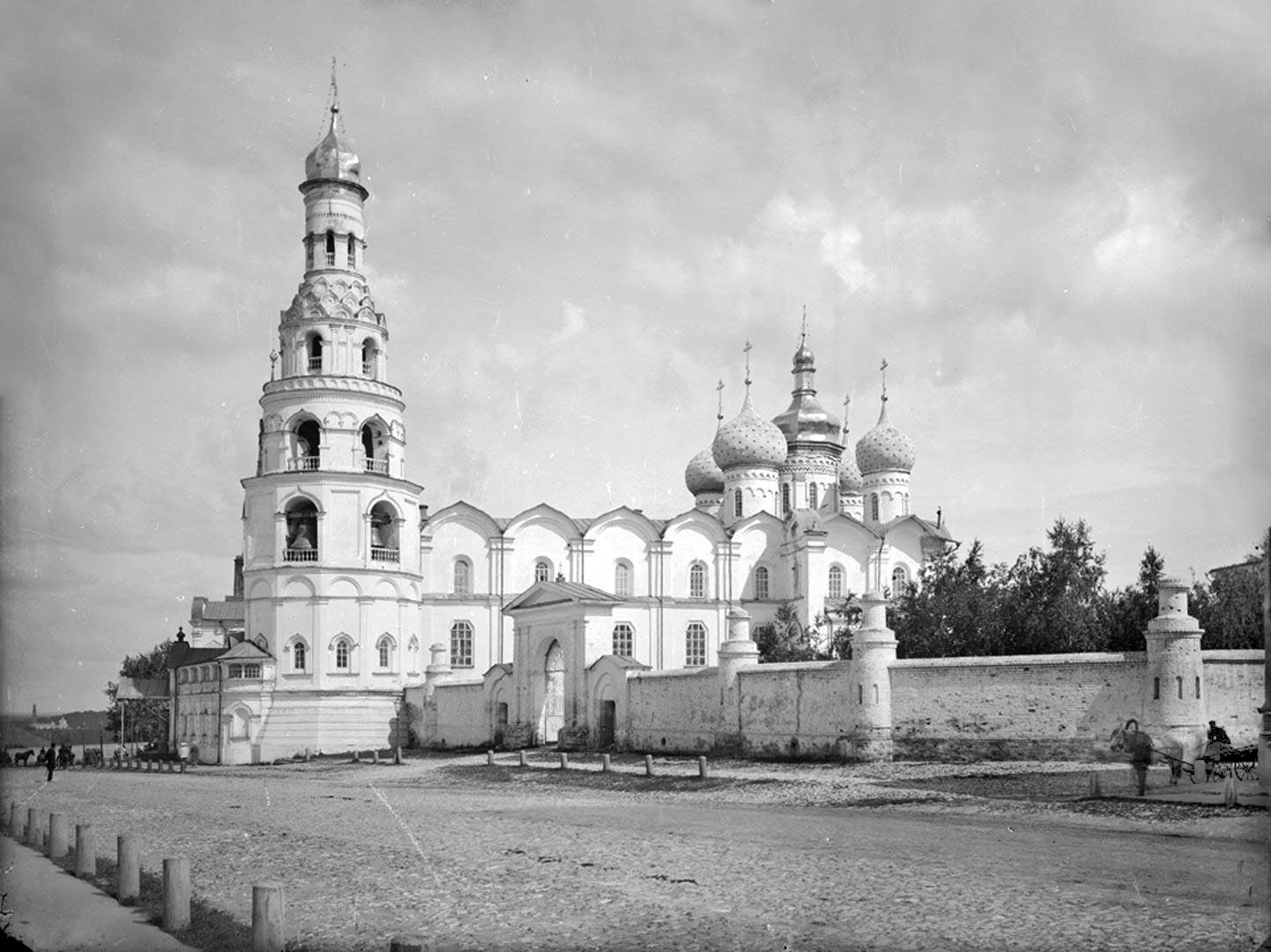
La cattedrale ed il campanile

Nel corso del tempo, la cattedrale subì numerosi incendi, di cui uno dei più gravi verificatosi nel 1742. Qualche anno prima, nel 1736, delle nuove cupole a bulbo rimpiazzarono quelle originarie, ad esclusione di quella centrale, sostituita da una cupola in perfetto stile barocco ucraino. Nel 1815 si verificò uno degli incendi più gravi della storia di Kazan'. Fu così che la cattedrale si ridusse in rovina. I restauri ripresero solo vari anni dopo e la cattedrale fu nuovamente consacrata nel 1821. Nel 1841 lo zar Nicola I approvò il progetto dell'architetto italo-russo Foma Ivanovič Petondi, volto all'ampliamento della chiesa. Da allora la fisionomia esterna dell'edificio non ha subito particolari cambiamenti, eccezion fatta per l'abbattimento del campanile ad opera dei bolscevichi. Il 24 agosto 1842 un nuovo incendio colpì la città e la chiesa necessitò di nuovi interventi di riparazione. Negli anni seguenti furono realizzati nuovi affreschi all'interno di essa. Il campanile alto oltre 50 metri fu costruito attorno alla metà del XVII secolo, sotto la benedizione dell'arcivescovo Matteo. Era di poco più basso della storica Torre Sjujumbike. Nel 1928 venne distrutto per ordine delle autorità sovietiche ed ora al suo posto sorge un parco.

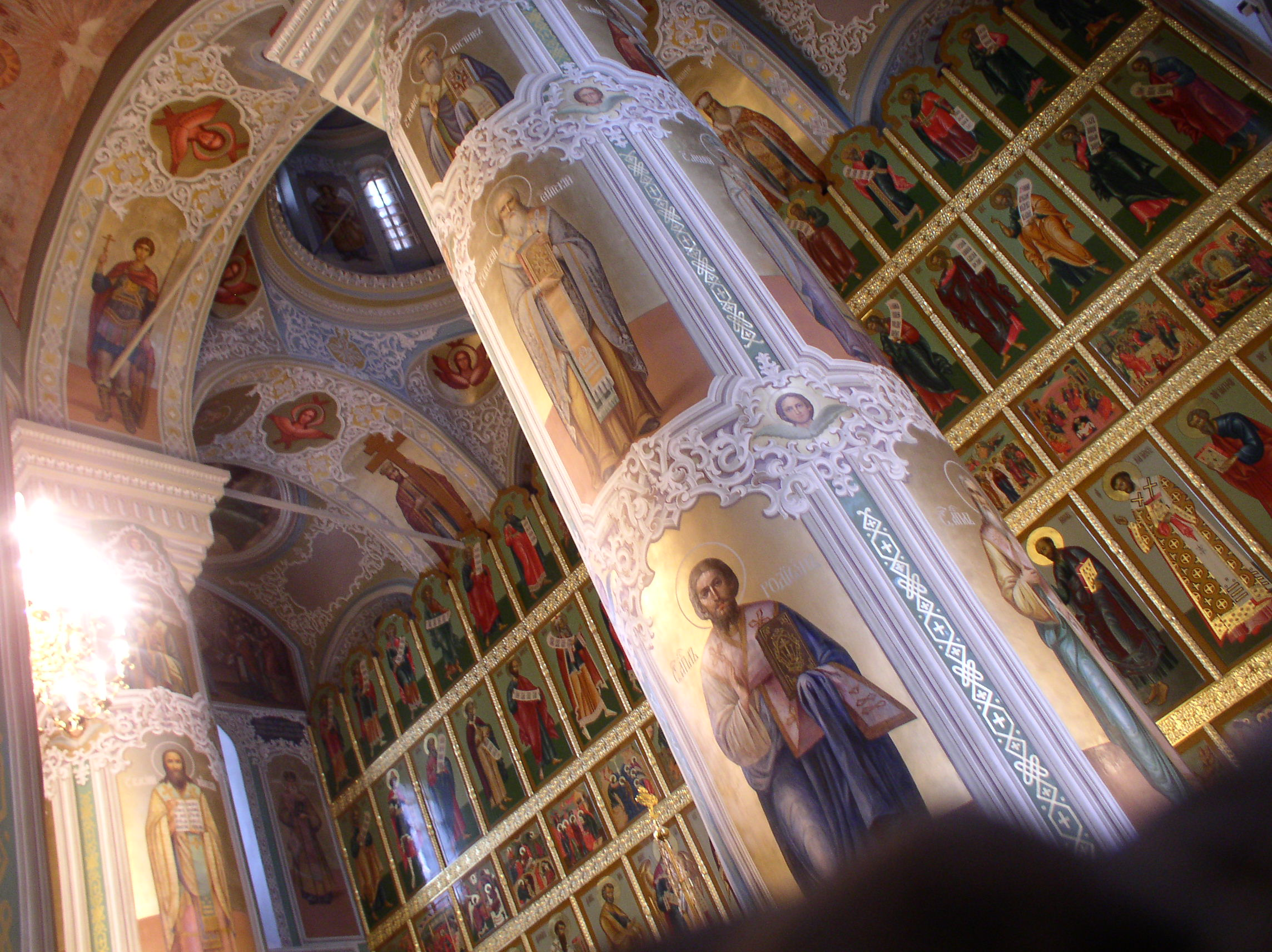
Gli interni della cattedrale

In passato la cattedrale possedeva anche una importante biblioteca, consistente in una collezione di preziosi manoscritti e libri del XVI e XVII secolo. Il santuario principale dell'edificio è stato per secoli il reliquiario del primo vescovo di Kazan' Gurij. Morto nel 1563, egli fu sepolto dietro l'altare della cattedrale appena costruita. Il luogo è stato considerato miracoloso per secoli. Gurij fu solo il primo dei gerarchi ortodossi ad essere seppellito nel tempio. Infatti, dopo di lui numerosi altri uomini di chiesa ebbero il privilegio di riposare all'interno della cripta della cattedrale.
Nel settembre 1918 l'Armata Rossa prese d'assalto Kazan' con l'obiettivo di sconfiggere le legioni cecoslovacche. Il cremlino fu bombardato e tutte e cinque le cupole della cattedrale vennero distrutte. Occorse attendere il 1973 affinché iniziassero i lavori di ricostruzione che riportarono il tempio al suo aspetto precedente ai fatti del 1918. Negli anni venti la chiesa fu sottoposta alla chiusura e privata di alcuni degli oggetti di maggior valore artistico. Nel decennio successivo divenne l'ufficio dell'archivio di Stato della città.
Soltanto negli anni settanta fu deciso di effettuare i lavori di restauro più importanti. Essi furono conclusi nel 1984. L'ultimo restauro è stato realizzato tra il 1995 ed il 2005. L'archivio di Stato venne spostato in un altro edificio nel 1997. È stato necessario un intervento completo all'interno del tempio. Sono state sostituite molte icone e costruita una nuova iconostasi. La chiesa è stata finalmente riconsacrata il 19 luglio 2005 dall'arcivescovo di Kazan' Anastasij. Due giorni dopo fu celebrata la prima divina liturgia, alla presenza del patriarca di Mosca Alessio II.
Tra i personaggi più importanti ad aver visitato la cattedrale vi sono San Giovanni di Kronstadt, quasi tutti i sovrani dell'Impero russo ed i loro familiari, nonché Santa Elizaveta Fëdorovna nel 1911 e nel 1913.

## Galleria d'immagini

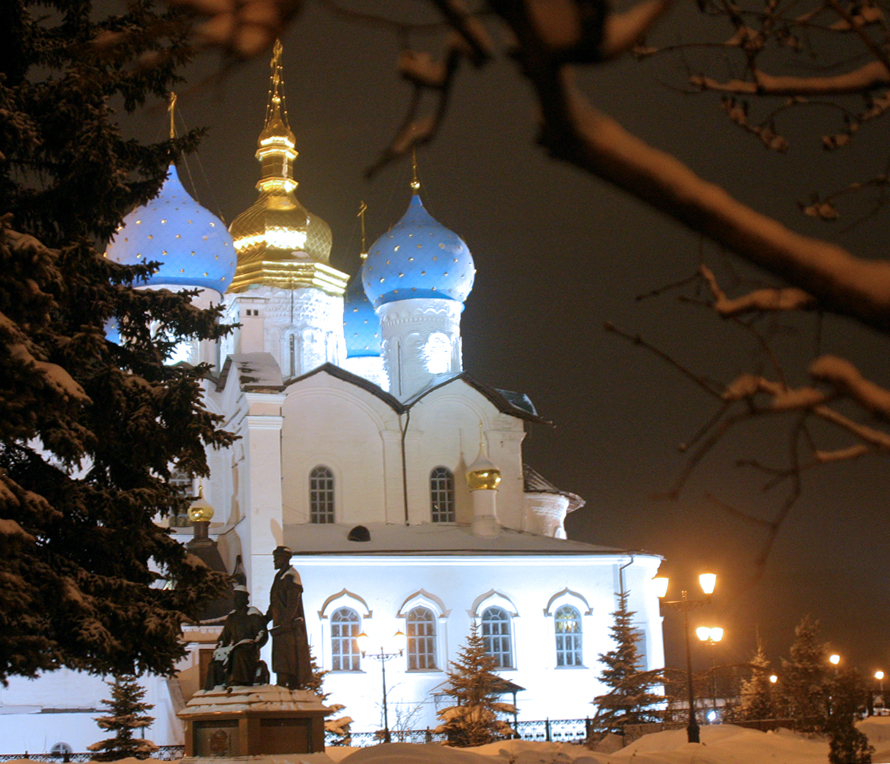
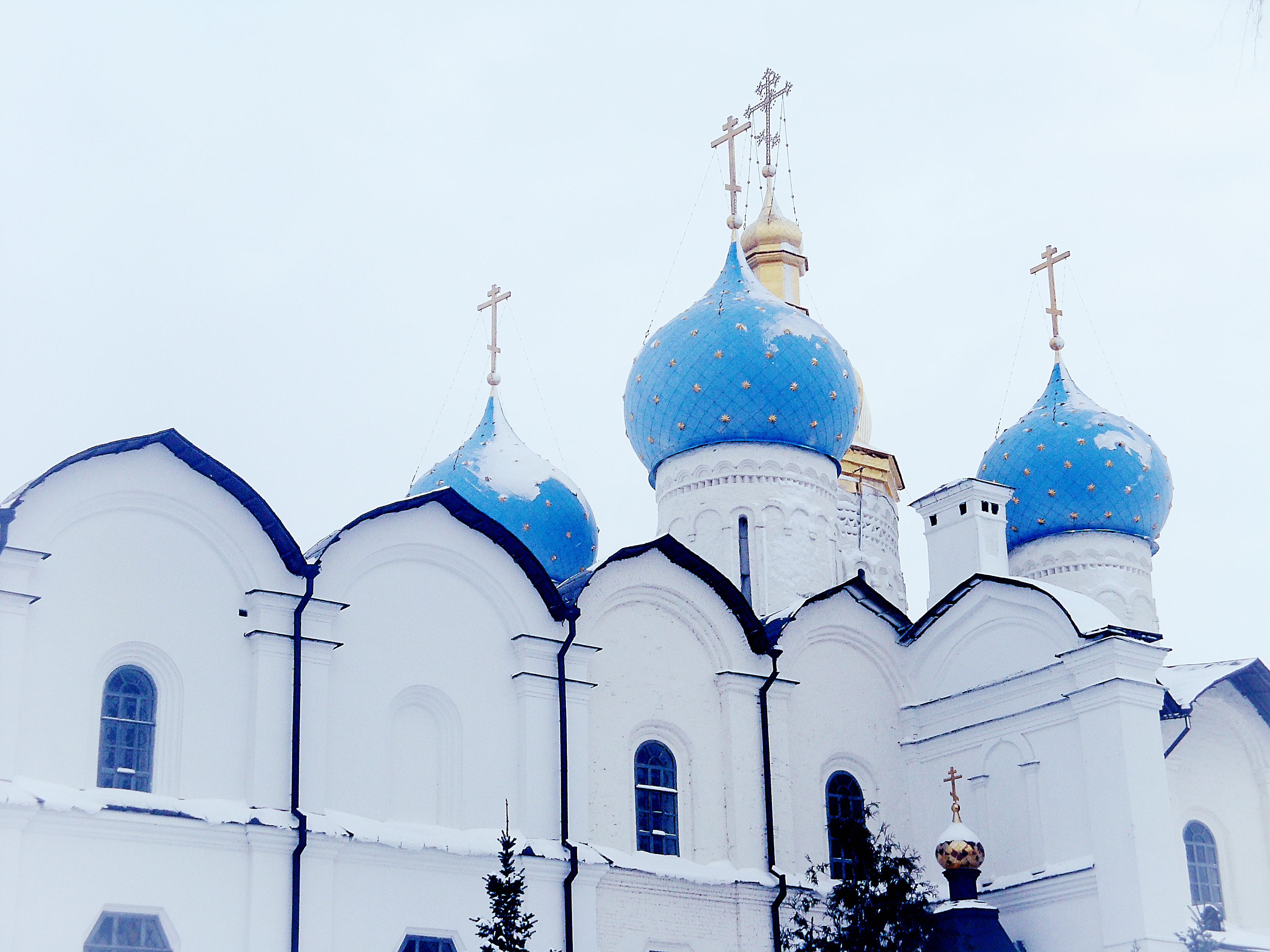
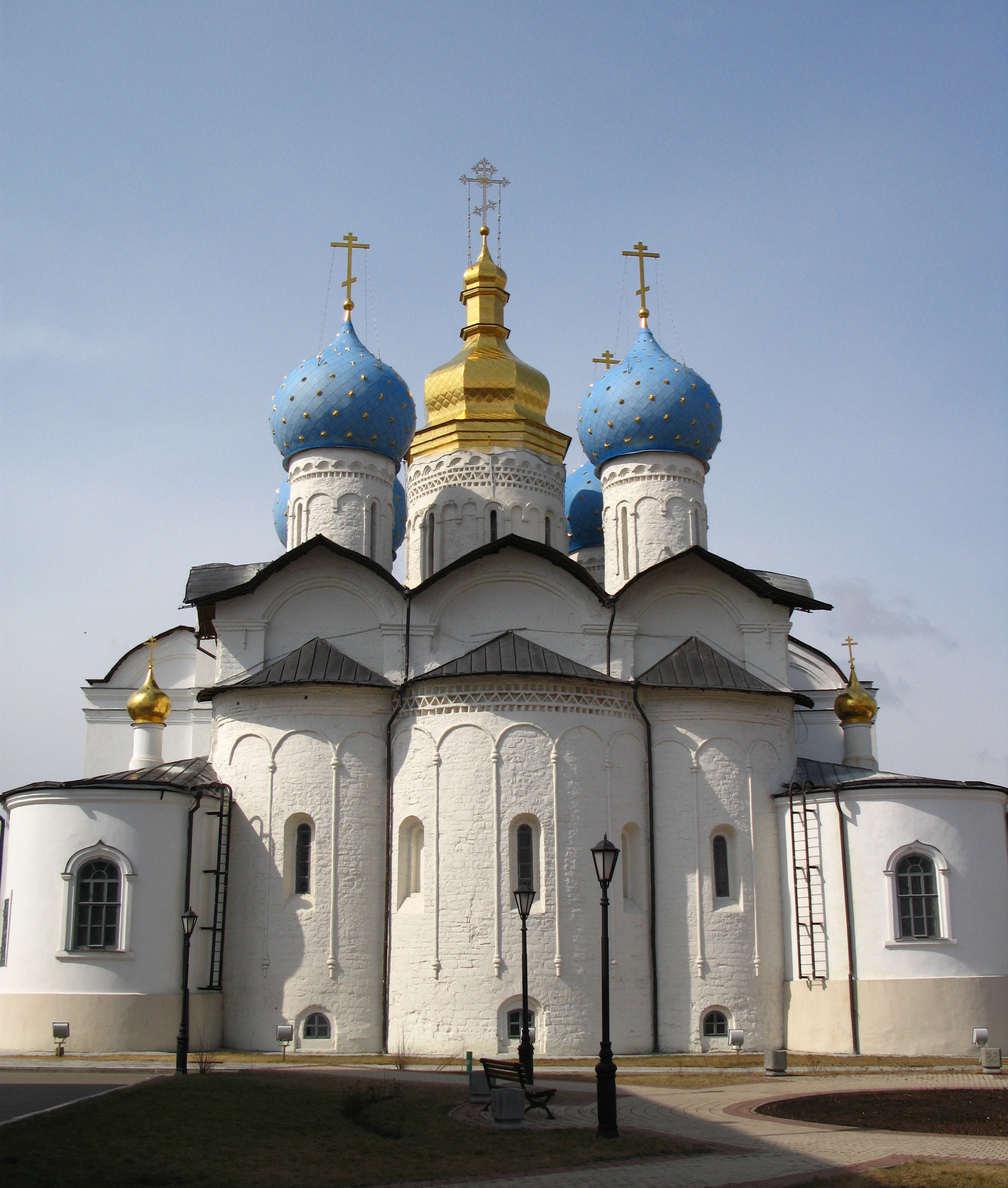
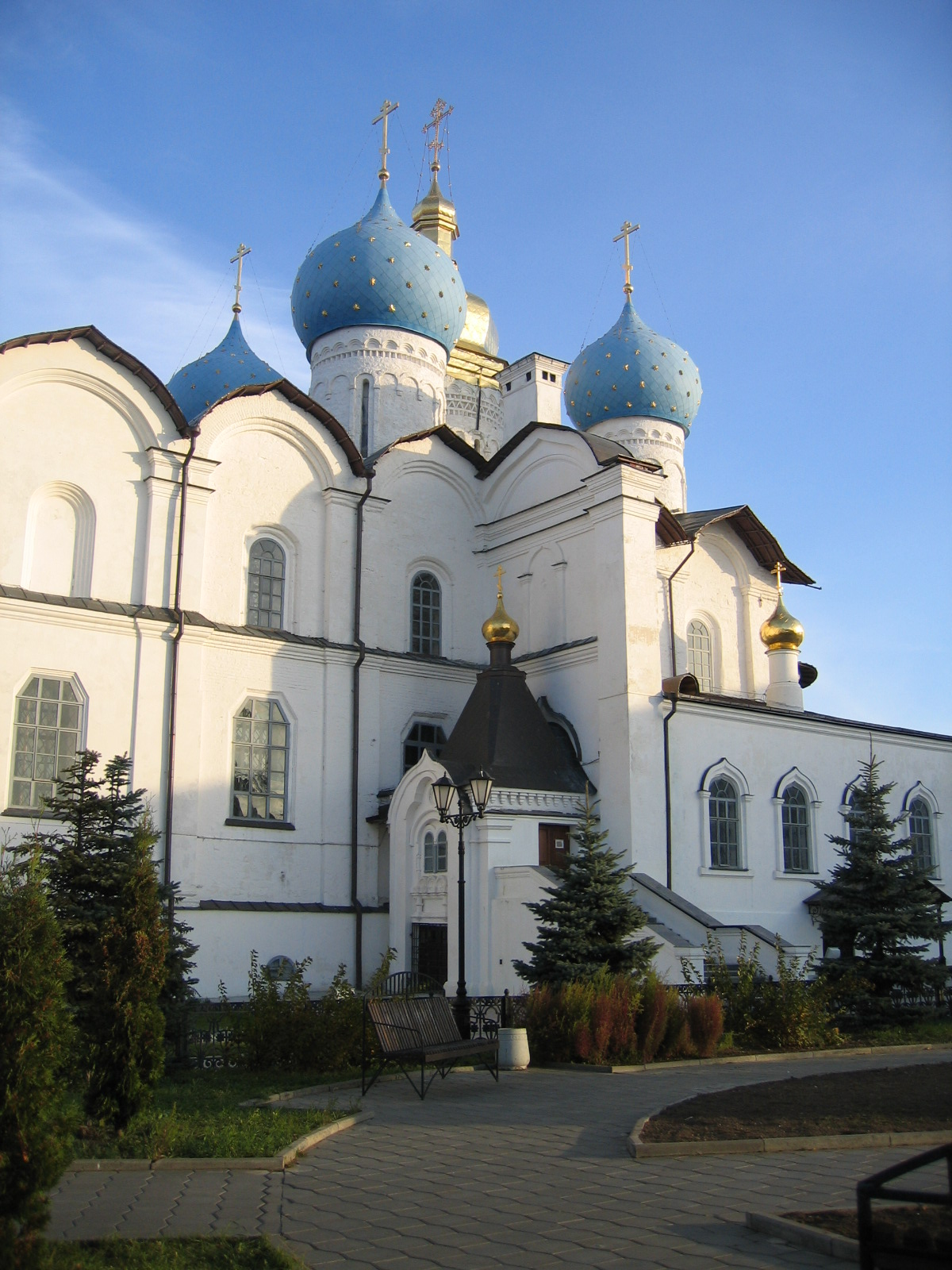